# Magne (metge)
Magne  (en llatí Magnus, en grec antic Μάγνος Κλινικός) era un metge grec que va viure després de Temisó de Laodicea i al mateix temps que Arquígenes o una mica abans, a la segona meitat del segle ii. Formava part de la secta mèdica dels Pneumàtics, segons diu Galè. Va escriure una obra amb el títol de Περὶ τῶν Ἐφευρημένων μετὰ τοὺς Θεμίσωνος Χρόνους, De Inventis post Themisonis Tempora, que constava almenys de tres llibres i que Galè cita en diverses ocasions. Pel que sabem, Magne es va diferenciar en diversos punts d'Arquígenes, amb el que va establir una controvèrsia teòrica.